# Euphorbia agowensis
Euphorbia agowensis är en törelväxtart som beskrevs av Ferdinand von Hochstetter och Pierre Edmond Boissier. Euphorbia agowensis ingår i släktet törlar, och familjen törelväxter.

## Underarter
Arten delas in i följande underarter:
- E. a. agowensis
- E. a. pseudoholstii